# Roland Sabatier (illustrateur)
Pour les articles homonymes, voir Sabatier.
Roland Sabatier, né en 1942 dans le Doubs, est un illustrateur d'édition et de presse français,  vivant en région parisienne.
Ses travaux, parfois réalisés avec son épouse Claudine, touchent des domaines aussi variés que l'illustration de jeunesse, le dessin d'humour, l'histoire naturelle, l'univers de la musique ou le monde de féerie. Il constitue parallèlement un œuvre gravé puisant dans ses domaines de prédilection.

## Débuts
Arrivé à Paris en 1960, il entreprend des études d'architecture à l'École des beaux-arts de Paris. À la fin des années 1960, il collabore avec Michel Bridenne au magazine Pilote. Il épouse Claudine en 1970, qui deviendra sa collaboratrice.

## Presse
À partir de 1972 et jusqu'en 1982, il occupe un poste de directeur artistique à la rédaction de l'hebdomadaire Lui, aux éditions Filipacchi.
Chargé de sélectionner les dessins d'humour paraissant dans le magazine, il entre ainsi en contact avec la plupart des dessinateurs d'humour de l'époque.
Durant cette période et au long des années 1980, il collabore régulièrement ou ponctuellement à de nombreux périodiques (Gault et Millau, VSD, Science et Vie, Le Pèlerin, Le Chasseur français, Biofutur, Astrapi, Pif Gadget, etc.), publiant illustrations d'articles, couvertures, dessins d'humour ou rubriques.

## Édition
Dès la fin des années 1970, il commence à se tourner vers le monde de l'édition pour enfants, notamment chez Fernand Nathan (livres scolaires) et Gallimard Jeunesse (collections Folio, Enfantimages, Folio Cadet, etc.).
Tout au long des années 1980, il fait partie des « HA! » (Humoristes Associés), regroupant des dessinateurs humoristiques comme Avoine, Barbe, Blachon, Bridenne, Fred, JY, Laville, Loup, Mordillo, Mose, Napo, Nicoulaud, Serre, Siné, Soulas ou Trez, qui publient des recueils collectifs sur les thèmes du vin, de la table, du ski, des sept péchés capitaux, etc.
Avec la crise du dessin de presse du milieu des années 1980 due à la généralisation de l'illustration photographique dans la presse magazine, il ne se consacre plus qu'exclusivement au dessin d'édition, tout en diversifiant ses travaux. Outre les publications pour la jeunesse (la collaboration avec Gallimard Jeunesse s'intensifie), il touche désormais à l'illustration naturaliste, en publiant en 1986, au terme de plusieurs années de travail, Le Gratin des champignons en collaboration avec Georges Becker. Ce manuel sérieux de mycologie amusante sera suivi d'autres ouvrages ayant trait à la mycologie ou à la botanique. 
S'ouvre encore un autre aspect de sa production avec l'elficologie (petit peuple : lutins, fées, elfes, etc.).
Dans la plus grande part de cette production, c'est-à-dire à l'exception des travaux botaniques, son épouse se charge de la mise en couleur. Tous deux réalisent notamment le travail d'illustration des Encyclopédies de Féerie de Pierre Dubois, aux éditions Hoëbeke.

## Gravure
Depuis le début des années 2000, Roland Sabatier participe à l'animation et aux réalisations de « la Tarlatane », un atelier de gravure dans la banlieue sud de Paris, tout en développant sa production personnelle.
En 2010, il reçoit la médaille d'argent de Florian.